# Kulturhuset Fanfaren

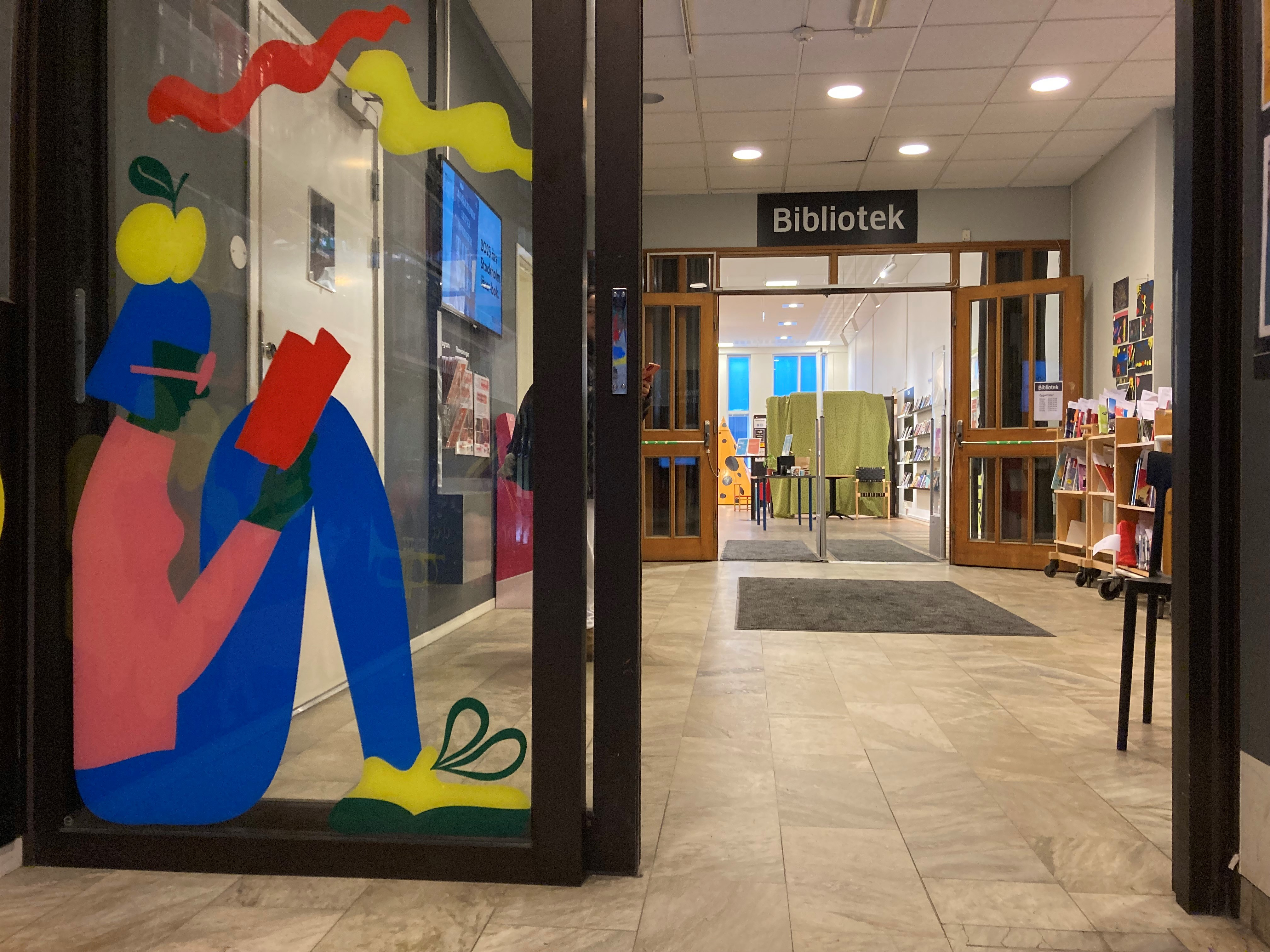
Entrén till Kulturhuset Fanfaren, Farstagången 8.

Kulturhuset Fanfaren är en lokal mötesplats för kultur i Farsta centrum. Kulturhuset rymmer Farsta bibliotek, Kulturskolan, Café Fanfaren samt en teaterscen med ca 240 platser. I huset ordnas bland annat föreläsningar, författarbesök, utställningar, teaterföreställningar, filmvisningar, musikprogram, poesikvällar och skapande verksamhet. Verksamheten drivs av Kulturförvaltningen inom Stockholms stad.
Kulturhuset har fått sitt namn efter biografen Fanfaren som fanns i Farsta centrum, men i en annan lokal, åren 1961-1992.

## Historik
I maj 2009 tog fastighetsbolaget Atrium Ljungberg initiativ till ett möte med Kulturskolan i Stockholm och Farsta Bibliotek om förutsättningarna för att skapa ett lokalt kulturcentrum i Farsta. Utgångspunkterna var en ny gemensam entré för kulturförvaltningens verksamheter i fastigheten, en integrering av bibliotekets och kulturskolans lokaler och verksamheter samt att öppna upp för samarbeten med lokalsamhället. Planeringen av Farsta kulturcentrum sammanföll med andra utvecklingsarbeten i Stockholm. Stadens ”Vision 2030” var beslutad och det fanns behov av att omsätta tankarna om attraktiva ytterstadsdelar i praktisk handling. Stockholms stads översiktsplan (ÖP 2010) lanserade Farsta som en av de ”tyngdpunkter” där bland annat kulturen skulle få större resurser för att möta en växande befolkning. I spåren av ”Vision 2030” utformades också ”Vision Farsta 2030” och ”Söderortsvisionen 2030” som beskrev utvecklingen ur ett lokalt samhällsperspektiv. Kommunfullmäktige beslutade 2011 om att även anta ett visionsdokument för kulturen, ”Kulturvision 2013”. Den 15 februari 2011 beslutade kulturnämnden inom Stockholms stad att kulturcentret kunde genomföras och därefter påbörjades det praktiska arbetet med lokalombyggnaden och verksamhetsanpassningen. ”Fanfaren”, som kulturhuset skulle komma att heta, invigdes i januari 2012. De första verksamhetsåren var friskolan Prima (ägd av utbildningsföretaget AcadeMedia) en part i kulturhuset.  Primaskolan flyttade sin verksamhet från Farsta år 2021.